# Primera B 2018 (Colombia)
La Temporada 2018 de la Primera B fue la vigésimo novena (29.a) edición del torneo de la segunda división del fútbol profesional colombiano.
El calendario de partidos fue sorteado el 24 de enero en la sede de la Federación Colombiana de Fútbol en Bogotá.

## Sistema de juego

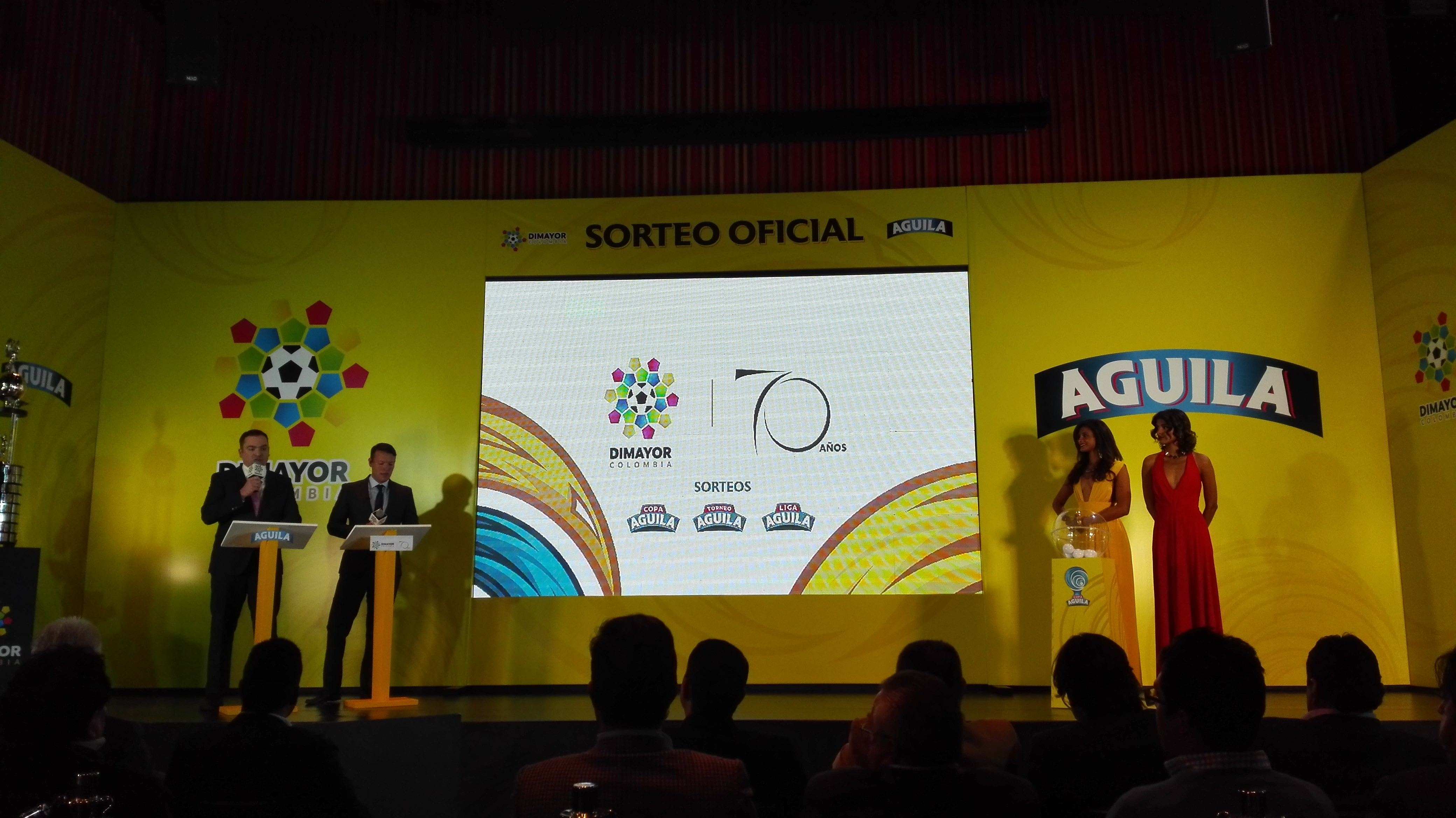
Sorteo del fútbol colombiano 2018.

A partir de la temporada 2018 se volvió a cambiar el sistema de ascenso: 
|                                         |                                         | Formato | Clasificación            |
| --------------------------------------- | --------------------------------------- | --- | ------------------------ |
| Fase de todos contra todos (16 equipos) | Fase de todos contra todos (16 equipos) | - Sistema de liga donde se juegan los partidos de ida y de vuelta - Los 8 equipos mejor posicionados avanzan a los cuadrangulares finales                        | - Cuadrangulares finales |
| Cuadrangulares finales (8 equipos)      | Cuadrangulares finales (8 equipos)      | - Los 8 equipos juegan en dos cuadrangulares de cuatro equipos cada uno en partidos de ida y vuelta - Los ganadores de cada cuadrangular avanzan a la gran final | - Gran final             |
| Gran final (2 equipos)                  | Gran final (2 equipos)                  | - El ganador del cuadrangular A y el ganador del cuadrangular B juegan una final de ida y vuelta                                                                 | - Categoría Primera A    |
| Repechaje (2 equipos)                   | Repechaje (2 equipos)                   | - Partidos de ida y vuelta entre el perdedor de la gran final y el mejor de la reclasificación del año (que no sea el campeón).                                  | - Categoría Primera A    |

Se juega un torneo anual de 30 fechas con 8 clasificados a dos cuadrangulares, resultando dos finalistas que jugarán la gran final en partidos de ida y vuelta que decidirán al primer ascendido a la Categoría Primera A para 2019. El perdedor de ese duelo buscará otro cupo para subir frente al mejor de la reclasificación del año de la Primera B (que no sea el campeón) en una serie de partidos de ida y vuelta que definirán al segundo ascendido a la Categoría Primera A en 2019.
En caso de que el mejor equipo en la reclasificación sea el campeón, el subcampeón jugará ante el siguiente equipo en la reclasificación y en el caso de que este sea también el mejor reclasificado, ascenderá directamente.

## Datos de los clubes

### Relevo anual de clubes
| Ascendidos a la Primera A                  |
| ------------------------------------------ |
| Boyacá Chicó (Campeón de la Primera B)     |
| Itagüí Leones (Subcampeón de la Primera B) |

| Descendidos a la Primera B                                 |
| ---------------------------------------------------------- |
| Tigres F. C. (Peor promedio acumulado en la Primera A)     |
| Cortuluá (Segundo peor promedio acumulado en la Primera A) |

### Equipos participantes
- Cortuluá jugó su segunda temporada en Cali debido a las obras en el estadio Doce de Octubre de Tuluá.[3] El equipo regresó al estadio Doce de Octubre para la segunda mitad del año, luego de terminadas las obras de adecuación.[4]
- Valledupar F. C. jugó durante la temporada con un convenio de jugadores y técnico con Millonarios.[5]
- Llaneros jugó durante la temporada con un convenio de jugadores con Patriotas Boyacá.[6]
- Unión Magdalena anunció su regreso a Santa Marta después de cinco años para jugar en el nuevo estadio Sierra Nevada,[7] construido para los Juegos Bolivarianos de 2017.
- Real Santander jugó durante la temporada con un convenio de jugadores con Atlético Nacional.[8]
- Fortaleza CEIF jugó su primera temporada en Cota.[9]

| Equipo             | Entrenador               | Ciudad/Municipio | Estadio                  | Aforo  |
| ------------------ | ------------------------ | ---------------- | ------------------------ | ------ |
| Atlético F. C.     | Giovanni Hernández       | Cali             | Pascual Guerrero         | 35.405 |
| Barranquilla F. C. | Roberto Peñaloza         | Barranquilla     | Romelio Martinez         | 20.000 |
| Bogotá F. C.       | Mauricio Roa             | Bogotá           | Metropolitano de Techo   | 10.000 |
| Cortuluá           | Álvaro Hernández         | Tuluá            | Doce de Octubre          | 16.000 |
| Cúcuta Deportivo   | Lucas Pusineri           | Cúcuta           | General Santander        | 45.000 |
| Deportes Quindío   | Alberto Suárez           | Armenia          | Centenario de Armenia    | 20.716 |
| Deportivo Pereira  | José Fernando Santa      | Pereira          | Hernán Ramírez Villegas  | 30.297 |
| Fortaleza CEIF     | David Barato             | Cota             | Municipal de Cota        | 2.300  |
| Llaneros           | Nelson Gómez             | Villavicencio    | Manuel Calle Lombana     | 15.000 |
| Orsomarso          | José Gabriel Sangiovanni | Palmira          | Francisco Rivera Escobar | 16.000 |
| Real Cartagena     | Marco Indaburo Barrios   | Cartagena        | Jaime Morón León         | 16.068 |
| Real Santander     | Nicolás Erazo            | Floridablanca    | Álvaro Gómez Hurtado     | 12.000 |
| Tigres F. C.       | John Jairo Bodmer        | Bogotá           | Metropolitano de Techo   | 10.000 |
| Unión Magdalena    | Harold Rivera            | Santa Marta      | Sierra Nevada            | 16.000 |
| Universitario      | Alejandro Guerrero       | Popayán          | Ciro López               | 5.000  |
| Valledupar F. C.   | Nilton Bernal            | Valledupar       | Armando Maestre Pavajeau | 11.000 |

| Valle del Cauca | 3 | Atlético F. C., Cortuluá y Orsomarso | \| Unión Barranquilla Valledupar Real Cartagena Cúcuta Real Santander Pereira Fortaleza Bogotá Tigres Quindío Llaneros Orsomarso Atlético Cortuluá Universitario \| |
| Bogotá, D. C. | 2 | Bogotá F. C. y Tigres F. C.          | \| Unión Barranquilla Valledupar Real Cartagena Cúcuta Real Santander Pereira Fortaleza Bogotá Tigres Quindío Llaneros Orsomarso Atlético Cortuluá Universitario \| |
| Cundinamarca | 1 | Fortaleza CEIF                       | \| Unión Barranquilla Valledupar Real Cartagena Cúcuta Real Santander Pereira Fortaleza Bogotá Tigres Quindío Llaneros Orsomarso Atlético Cortuluá Universitario \| |
| Atlántico | 1 | Barranquilla F. C.                   | \| Unión Barranquilla Valledupar Real Cartagena Cúcuta Real Santander Pereira Fortaleza Bogotá Tigres Quindío Llaneros Orsomarso Atlético Cortuluá Universitario \| |
| Bolívar | 1 | Real Cartagena                       | \| Unión Barranquilla Valledupar Real Cartagena Cúcuta Real Santander Pereira Fortaleza Bogotá Tigres Quindío Llaneros Orsomarso Atlético Cortuluá Universitario \| |
| Cauca | 1 | Universitario de Popayán             | \| Unión Barranquilla Valledupar Real Cartagena Cúcuta Real Santander Pereira Fortaleza Bogotá Tigres Quindío Llaneros Orsomarso Atlético Cortuluá Universitario \| |
| Cesar | 1 | Valledupar F. C.                     | \| Unión Barranquilla Valledupar Real Cartagena Cúcuta Real Santander Pereira Fortaleza Bogotá Tigres Quindío Llaneros Orsomarso Atlético Cortuluá Universitario \| |
| Magdalena | 1 | Unión Magdalena                      | \| Unión Barranquilla Valledupar Real Cartagena Cúcuta Real Santander Pereira Fortaleza Bogotá Tigres Quindío Llaneros Orsomarso Atlético Cortuluá Universitario \| |
| Meta | 1 | Llaneros                             | \| Unión Barranquilla Valledupar Real Cartagena Cúcuta Real Santander Pereira Fortaleza Bogotá Tigres Quindío Llaneros Orsomarso Atlético Cortuluá Universitario \| |
| Norte de Santander | 1 | Cúcuta Deportivo                     | \| Unión Barranquilla Valledupar Real Cartagena Cúcuta Real Santander Pereira Fortaleza Bogotá Tigres Quindío Llaneros Orsomarso Atlético Cortuluá Universitario \| |
| Quindío | 1 | Deportes Quindío                     | \| Unión Barranquilla Valledupar Real Cartagena Cúcuta Real Santander Pereira Fortaleza Bogotá Tigres Quindío Llaneros Orsomarso Atlético Cortuluá Universitario \| |
| Risaralda | 1 | Deportivo Pereira                    | \| Unión Barranquilla Valledupar Real Cartagena Cúcuta Real Santander Pereira Fortaleza Bogotá Tigres Quindío Llaneros Orsomarso Atlético Cortuluá Universitario \| |
| Santander | 1 | Real Santander                       | \| Unión Barranquilla Valledupar Real Cartagena Cúcuta Real Santander Pereira Fortaleza Bogotá Tigres Quindío Llaneros Orsomarso Atlético Cortuluá Universitario \| |
| Unión Barranquilla Valledupar Real Cartagena Cúcuta Real Santander Pereira Fortaleza Bogotá Tigres Quindío Llaneros Orsomarso Atlético Cortuluá Universitario |   |                                      | \| Unión Barranquilla Valledupar Real Cartagena Cúcuta Real Santander Pereira Fortaleza Bogotá Tigres Quindío Llaneros Orsomarso Atlético Cortuluá Universitario \| |

### Cambio de entrenadores
| Equipo            | Entrenador saliente  | Fecha de salida         | Reemplazado por        | Fecha de llegada        |
| ----------------- | -------------------- | ----------------------- | ---------------------- | ----------------------- |
| Valledupar F. C.  | Wilberto Pana        | 20 de octubre de 2017   | Nilton Bernal          | 28 de noviembre de 2017 |
| Cúcuta Deportivo  | Flavio Robatto       | 22 de noviembre de 2017 | Lucas Pusineri         | 5 de enero de 2018      |
| Cortuluá          | Néstor Otero         | 28 de noviembre de 2017 | Álvaro Hernández       | 8 de diciembre de 2017  |
| Deportivo Pereira | Alberto Bulleri      | 16 de diciembre de 2017 | José Fernando Santa    | 19 de diciembre de 2017 |
| Real Cartagena    | José Fernando Santa  | 16 de diciembre de 2017 | Marco Indaburo Barrios | 16 de diciembre de 2017 |
| Atlético F. C.    | Luis Eduardo Gómez   | 3 de enero de 2018      | Giovanni Hernández     | 3 de enero de 2018      |
| Llaneros          | Jairo Patiño         | 27 de julio de 2018     | Nelson Gómez           | 27 de julio de 2018     |
| Real Santander    | Víctor Hugo González | 24 de agosto de 2018    | Nicolás Erazo          | 24 de agosto de 2018    |
| Universitario     | César Torres         | 7 de octubre de 2018    | Alejandro Guerrero     | 18 de octubre de 2018   |
| Tigres            | John Jairo Bodmer    | 19 de octubre de 2018   |                        |                         |

## Todos contra todos

### Clasificación
| Pos. | Equipos            | PJ | PG | PE | PP | GF | GC | Dif. | Pts. |
| ---- | ------------------ | -- | -- | -- | -- | -- | -- | ---- | ---- |
| 1.   | Cúcuta Deportivo   | 30 | 21 | 8  | 1  | 52 | 17 | 35   | 71   |
| 2.   | Unión Magdalena    | 30 | 17 | 9  | 4  | 53 | 22 | 31   | 60   |
| 3.   | Deportivo Pereira  | 30 | 15 | 8  | 7  | 43 | 31 | 12   | 53   |
| 4.   | Real Cartagena     | 30 | 13 | 8  | 9  | 40 | 34 | 6    | 47   |
| 5.   | Cortuluá           | 30 | 11 | 11 | 8  | 40 | 41 | -1   | 44   |
| 6.   | Deportes Quindío   | 30 | 11 | 10 | 9  | 29 | 33 | -4   | 43   |
| 7.   | Valledupar F. C.   | 30 | 10 | 11 | 9  | 40 | 38 | 2    | 41   |
| 8.   | Llaneros           | 30 | 9  | 12 | 9  | 33 | 33 | 0    | 39   |
| 9.   | Fortaleza CEIF     | 30 | 9  | 11 | 10 | 39 | 38 | 1    | 38   |
| 10.  | Barranquilla F. C. | 30 | 9  | 10 | 11 | 36 | 45 | -9   | 35   |
| 11.  | Tigres F. C.       | 30 | 7  | 13 | 10 | 30 | 35 | -5   | 34   |
| 12.  | Universitario      | 30 | 8  | 9  | 13 | 36 | 46 | -10  | 33   |
| 13.  | Bogotá F. C.       | 30 | 8  | 7  | 15 | 30 | 49 | -19  | 31   |
| 14.  | Atlético F. C.     | 30 | 7  | 8  | 15 | 29 | 42 | -13  | 29   |
| 15.  | Orsomarso          | 30 | 7  | 7  | 16 | 20 | 31 | -11  | 28   |
| 16.  | Real Santander     | 30 | 3  | 9  | 18 | 27 | 42 | -15  | 18   |

Fuente: Web oficial de Dimayor
|  |                                    |
|  | Clasificados a los cuadrangulares. |
|  | Eliminados.                        |

#### Evolución de las posiciones
| Cúcuta Deportivo   | 1  | 3  | 3  | 2  | 1  | 1  | 1  | 1  | 1  | 1  | 1  | 1  | 1  | 1  | 1  | 1  | 1  | 1  | 1  | 1  | 1  | 1  | 1  | 1  | 1  | 1  | 1  | 1  | 1  | 1  |
| Unión Magdalena    | 14 | 14 | 9  | 12 | 8  | 8  | 8  | 10 | 7  | 8  | 5  | 3  | 3  | 3  | 3  | 3  | 3  | 3  | 2  | 2  | 2  | 2  | 2  | 2  | 2  | 2  | 2  | 2  | 2  | 2  |
| Deportivo Pereira  | 6  | 1  | 2  | 5  | 11 | 4  | 4  | 3  | 3  | 3  | 4  | 2  | 2  | 2  | 2  | 2  | 2  | 2  | 3  | 3  | 3  | 3  | 3  | 3  | 3  | 3  | 3  | 3  | 3  | 3  |
| Real Cartagena     | 7  | 9  | 10 | 14 | 13 | 14 | 14 | 16 | 16 | 16 | 15 | 16 | 16 | 15 | 11 | 13 | 12 | 12 | 9  | 7  | 4  | 4  | 4  | 4  | 4  | 4  | 4  | 4  | 4  | 4  |
| Cortuluá           | 10 | 13 | 8  | 13 | 10 | 10 | 11 | 13 | 11 | 10 | 12 | 8  | 6  | 5  | 5  | 4  | 4  | 4  | 4  | 5  | 5  | 7  | 6  | 7  | 6  | 8  | 9  | 8  | 6  | 5  |
| Deportes Quindío   | 15 | 10 | 14 | 7  | 9  | 9  | 9  | 5  | 4  | 6  | 6  | 10 | 7  | 8  | 6  | 6  | 7  | 8  | 11 | 12 | 12 | 9  | 9  | 9  | 8  | 6  | 7  | 6  | 7  | 6  |
| Valledupar F. C.   | 8  | 2  | 1  | 1  | 2  | 6  | 6  | 6  | 5  | 4  | 2  | 5  | 5  | 4  | 4  | 5  | 5  | 5  | 5  | 4  | 7  | 6  | 5  | 6  | 5  | 5  | 5  | 7  | 5  | 7  |
| Llaneros           | 11 | 11 | 5  | 9  | 14 | 13 | 13 | 14 | 15 | 15 | 16 | 15 | 15 | 11 | 14 | 15 | 13 | 13 | 15 | 14 | 14 | 11 | 11 | 10 | 9  | 7  | 6  | 5  | 8  | 8  |
| Fortaleza          | 12 | 12 | 16 | 15 | 16 | 15 | 15 | 12 | 14 | 12 | 14 | 12 | 8  | 6  | 8  | 8  | 11 | 10 | 7  | 9  | 10 | 12 | 10 | 8  | 10 | 10 | 8  | 9  | 9  | 9  |
| Barranquilla F. C. | 4  | 5  | 11 | 6  | 12 | 5  | 5  | 8  | 12 | 13 | 13 | 14 | 14 | 16 | 13 | 14 | 15 | 15 | 13 | 13 | 15 | 15 | 13 | 12 | 12 | 12 | 12 | 12 | 11 | 10 |
| Tigres F. C.       | 5  | 6  | 4  | 3  | 3  | 2  | 3  | 4  | 6  | 7  | 8  | 7  | 10 | 9  | 7  | 7  | 10 | 6  | 6  | 8  | 8  | 8  | 7  | 5  | 7  | 9  | 10 | 10 | 10 | 11 |
| Universitario      | 2  | 8  | 6  | 11 | 7  | 7  | 7  | 9  | 8  | 11 | 7  | 9  | 12 | 13 | 12 | 10 | 6  | 7  | 8  | 6  | 6  | 5  | 8  | 11 | 11 | 11 | 11 | 11 | 12 | 12 |
| Bogotá F. C.       | 9  | 15 | 12 | 8  | 4  | 12 | 10 | 7  | 10 | 5  | 9  | 6  | 11 | 12 | 15 | 12 | 8  | 9  | 12 | 11 | 13 | 14 | 15 | 15 | 15 | 15 | 15 | 14 | 15 | 13 |
| Atlético F. C.     | 3  | 4  | 7  | 4  | 6  | 3  | 2  | 2  | 2  | 2  | 3  | 4  | 4  | 7  | 9  | 9  | 9  | 11 | 14 | 15 | 11 | 13 | 14 | 14 | 14 | 14 | 14 | 15 | 13 | 14 |
| Orsomarso          | 13 | 7  | 13 | 10 | 5  | 11 | 12 | 15 | 13 | 14 | 11 | 13 | 9  | 10 | 10 | 11 | 14 | 14 | 10 | 10 | 9  | 10 | 12 | 13 | 13 | 13 | 13 | 13 | 14 | 15 |
| Real Santander     | 16 | 16 | 15 | 16 | 15 | 16 | 16 | 11 | 9  | 9  | 10 | 11 | 13 | 14 | 16 | 16 | 16 | 16 | 16 | 16 | 16 | 16 | 16 | 16 | 16 | 16 | 16 | 16 | 16 | 16 |

### Resultados
- La hora de cada encuentro corresponde al huso horario que rige a Colombia (UTC-5)

Nota: Los horarios y partidos de televisión se definen la semana previa a cada jornada. El canal Win Sports es el medio de difusión por televisión autorizado por la Dimayor para la transmisión por cable de dos partidos por fecha.

#### Primera vuelta
| Bogotá F. C.      | 1 : 2 | Atlético F. C.     | Metropolitano de Techo    | 10 de febrero | 14:00 | Sin transmisión |
| Valledupar F. C.  | 1 : 0 | Unión Magdalena    | Armando Maestre Pavajeau  | 10 de febrero | 15:00 | Sin transmisión |
| Universitario     | 3 : 1 | Real Santander     | Ciro López                | 11 de febrero | 11:30 | Sin transmisión |
| Llaneros          | 0 : 1 | Barranquilla F. C. | Manuel Calle Lombana      | 11 de febrero | 15:30 | Sin transmisión |
| Deportivo Pereira | 1 : 0 | Fortaleza          | Hernán Ramírez Villegas   | 11 de febrero | 15:30 | Sin transmisión |
| Cortuluá          | 0 : 1 | Tigres F. C.       | Olímpico Pascual Guerrero | 11 de febrero | 16:00 | Sin transmisión |
| Real Cartagena    | 1 : 0 | Orsomarso          | Olímpico Jaime Morón León | 12 de febrero | 18:00 | Win Sports      |
| Cúcuta Deportivo  | 3 : 1 | Deportes Quindío   | General Santander         | 12 de febrero | 20:00 | Win Sports      |

| Tigres             | 0 : 0 | Unión Magdalena  | Metropolitano de Techo         | 17 de febrero | 14:00 | Sin transmisión |
| Fortaleza          | 1 : 1 | Llaneros         | Municipal de Cota              | 17 de febrero | 14:30 | Sin transmisión |
| Valledupar F. C.   | 1 : 0 | Real Cartagena   | Armando Maestre Pavajeau       | 17 de febrero | 15:00 | Sin transmisión |
| Atlético           | 0 : 0 | Cortuluá         | Olímpico Pascual Guerrero      | 17 de febrero | 15:00 | Sin transmisión |
| Orsomarso          | 2 : 0 | Universitario    | Francisco Rivera Escobar       | 17 de febrero | 16:00 | Sin transmisión |
| Deportes Quindío   | 2 : 1 | Bogotá F. C.     | Centenario de Armenia          | 18 de febrero | 15:30 | Sin transmisión |
| Deportivo Pereira  | 2 : 1 | Real Santander   | Hernán Ramírez Villegas        | 19 de febrero | 18:00 | Win Sports      |
| Barranquilla F. C. | 1 : 1 | Cúcuta Deportivo | Metropolitano Roberto Meléndez | 19 de febrero | 20:00 | Win Sports      |

| Universitario    | 2 : 2 | Valledupar F. C.   | Ciro López                | 25 de febrero | 11:30 | Sin transmisión |
| Unión Magdalena  | 2 : 1 | Atlético           | Sierra Nevada             | 25 de febrero | 15:00 | Sin transmisión |
| Llaneros         | 2 : 0 | Deportivo Pereira  | Manuel Calle Lombana      | 25 de febrero | 15:30 | Sin transmisión |
| Cúcuta Deportivo | 1 : 1 | Fortaleza          | General Santander         | 25 de febrero | 15:30 | Sin transmisión |
| Real Santander   | 1 : 0 | Orsomarso          | Álvaro Gómez Hurtado      | 25 de febrero | 18:00 | Sin transmisión |
| Bogotá F. C.     | 4 : 0 | Barranquilla F. C. | Metropolitano de Techo    | 26 de febrero | 14:00 | Sin transmisión |
| Real Cartagena   | 0 : 0 | Tigres             | Olímpico Jaime Morón León | 26 de febrero | 19:45 | Win Sports      |
| Cortuluá         | 2 : 1 | Deportes Quindío   | Olímpico Pascual Guerrero | 27 de febrero | 19:45 | Win Sports      |

| Tigres             | 1 : 0 | Universitario    | Metropolitano de Techo         | 3 de marzo | 14:00 | Sin transmisión |
| Fortaleza          | 0 : 0 | Bogotá F. C.     | Municipal de Cota              | 3 de marzo | 14:30 | Sin transmisión |
| Barranquilla F. C. | 3 : 1 | Cortuluá         | Metropolitano Roberto Meléndez | 3 de marzo | 15:00 | Sin transmisión |
| Valledupar F. C.   | 1 : 0 | Real Santander   | Armando Maestre Pavajeau       | 3 de marzo | 15:00 | Sin transmisión |
| Atlético           | 2 : 0 | Real Cartagena   | Olímpico Pascual Guerrero      | 4 de marzo | 15:00 | Sin transmisión |
| Llaneros           | 1 : 2 | Cúcuta Deportivo | Manuel Calle Lombana           | 4 de marzo | 15:30 | Sin transmisión |
| Deportivo Pereira  | 1 : 1 | Orsomarso        | Hernán Ramírez Villegas        | 5 de marzo | 18:00 | Win Sports      |
| Deportes Quindío   | 1 : 0 | Unión Magdalena  | Centenario de Armenia          | 5 de marzo | 20:00 | Win Sports      |

| Bogotá F. C.     | 2 : 1 | Llaneros           | Metropolitano de Techo    | 17 de marzo | 14:00 | Sin transmisión |
| Orsomarso        | 2 : 0 | Valledupar F. C.   | Francisco Rivera Escobar  | 17 de marzo | 16:00 | Sin transmisión |
| Universitario    | 3 : 2 | Atlético           | Ciro López                | 18 de marzo | 11:30 | Sin transmisión |
| Unión Magdalena  | 1 : 0 | Barranquilla F. C. | Sierra Nevada             | 18 de marzo | 15:30 | Sin transmisión |
| Cortuluá         | 2 : 1 | Fortaleza          | Olímpico Pascual Guerrero | 18 de marzo | 16:00 | Sin transmisión |
| Real Santander   | 1 : 1 | Tigres             | Álvaro Gómez Hurtado      | 18 de marzo | 17:00 | Sin transmisión |
| Real Cartagena   | 3 : 3 | Deportes Quindío   | Olímpico Jaime Morón León | 19 de marzo | 17:30 | Win Sports      |
| Cúcuta Deportivo | 2 : 1 | Deportivo Pereira  | General Santander         | 20 de marzo | 19:45 | Win Sports      |

| Tigres             | 1 : 0 | Orsomarso        | Metropolitano de Techo         | 24 de marzo | 14:00 | Sin transmisión |
| Fortaleza          | 2 : 2 | Unión Magdalena  | Municipal de Cota              | 24 de marzo | 14:30 | Sin transmisión |
| Deportes Quindío   | 0 : 0 | Universitario    | Centenario de Armenia          | 24 de marzo | 15:30 | Sin transmisión |
| Atlético           | 2 : 1 | Real Santander   | Olímpico Pascual Guerrero      | 25 de marzo | 15:30 | Sin transmisión |
| Llaneros           | 1 : 1 | Cortuluá         | Manuel Calle Lombana           | 25 de marzo | 15:30 | Sin transmisión |
| Cúcuta Deportivo   | 3 : 0 | Bogotá F. C.     | General Santander              | 25 de marzo | 15:30 | Sin transmisión |
| Deportivo Pereira  | 2 : 0 | Valledupar F. C. | Hernán Ramírez Villegas        | 26 de marzo | 18:00 | Win Sports      |
| Barranquilla F. C. | 2 : 0 | Real Cartagena   | Metropolitano Roberto Meléndez | 26 de marzo | 20:00 | Win Sports      |

| Valledupar F. C. | 3 : 3 | Tigres             | Armando Maestre Pavajeau  | 31 de marzo | 15:00 | Sin transmisión |
| Universitario    | 0 : 0 | Barranquilla F. C. | Ciro López                | 1 de abril  | 11:30 | Sin transmisión |
| Unión Magdalena  | 0 : 0 | Llaneros           | Sierra Nevada             | 1 de abril  | 15:00 | Sin transmisión |
| Real Cartagena   | 1 : 1 | Fortaleza          | Olímpico Jaime Morón León | 1 de abril  | 15:30 | Sin transmisión |
| Orsomarso        | 0 : 1 | Atlético           | Francisco Rivera Escobar  | 2 de abril  | 16:00 | Sin transmisión |
| Bogotá F. C.     | 1 : 1 | Deportivo Pereira  | Metropolitano de Techo    | 2 de abril  | 18:00 | Win Sports      |
| Real Santander   | 0 : 0 | Deportes Quindío   | Álvaro Gómez Hurtado      | 2 de abril  | 19:00 | Sin transmisión |
| Cortuluá         | 1 : 2 | Cúcuta Deportivo   | Olímpico Pascual Guerrero | 3 de abril  | 19:45 | Win Sports      |

| Fortaleza          | 2 : 1 | Universitario    | Municipal de Cota              | 7 de abril | 14:30 | Sin transmisión |
| Barranquilla F. C. | 1 : 4 | Real Santander   | Metropolitano Roberto Meléndez | 7 de abril | 15:00 | Sin transmisión |
| Bogotá F. C.       | 2 : 0 | Cortuluá         | Metropolitano de Techo         | 8 de abril | 14:00 | Sin transmisión |
| Atlético           | 1 : 1 | Valledupar F. C. | Olímpico Pascual Guerrero      | 8 de abril | 15:00 | Sin transmisión |
| Llaneros           | 1 : 1 | Real Cartagena   | Manuel Calle Lombana           | 8 de abril | 15:00 | Sin transmisión |
| Cúcuta Deportivo   | 1 : 0 | Unión Magdalena  | General Santander              | 8 de abril | 15:15 | Win Sports      |
| Deportes Quindío   | 1 : 0 | Orsomarso        | Centenario de Armenia          | 8 de abril | 15:30 | Sin transmisión |
| Deportivo Pereira  | 3 : 1 | Tigres           | Hernán Ramírez Villegas        | 9 de abril | 19:45 | Win Sports      |

| Tigres           | 0 : 2 | Atlético           | Metropolitano de Techo    | 14 de abril | 14:00 | Sin transmisión |
| Valledupar F. C. | 0 : 0 | Deportes Quindío   | Armando Maestre Pavajeau  | 14 de abril | 15:00 | Sin transmisión |
| Universitario    | 1 : 0 | Llaneros           | Ciro López                | 15 de abril | 11:30 | Sin transmisión |
| Unión Magdalena  | 3 : 0 | Bogotá F. C.       | Sierra Nevada             | 15 de abril | 15:00 | Sin transmisión |
| Orsomarso        | 3 : 1 | Barranquilla F. C. | Francisco Rivera Escobar  | 15 de abril | 16:00 | Sin transmisión |
| Real Santander   | 4 : 1 | Fortaleza          | Álvaro Gómez Hurtado      | 15 de abril | 18:00 | Sin transmisión |
| Real Cartagena   | 0 : 2 | Cúcuta Deportivo   | Olímpico Jaime Morón León | 16 de abril | 15:00 | Sin transmisión |
| Cortuluá         | 3 : 2 | Deportivo Pereira  | Olímpico Pascual Guerrero | 16 de abril | 19:45 | Win Sports      |

| Fortaleza          | 1 : 0 | Orsomarso        | Municipal de Cota              | 18 de abril | 14:30 | Sin transmisión |
| Barranquilla F. C. | 0 : 1 | Valledupar F. C. | Metropolitano Roberto Meléndez | 18 de abril | 15:00 | Sin transmisión |
| Llaneros           | 2 : 2 | Real Santander   | Manuel Calle Lombana           | 18 de abril | 15:00 | Sin transmisión |
| Deportes Quindío   | 1 : 1 | Tigres           | Centenario de Armenia          | 18 de abril | 19:00 | Sin transmisión |
| Bogotá F. C.       | 2 : 1 | Real Cartagena   | Metropolitano de Techo         | 19 de abril | 14:00 | Sin transmisión |
| Deportivo Pereira  | 1 : 0 | Atlético         | Hernán Ramírez Villegas        | 19 de abril | 15:30 | Sin transmisión |
| Cortuluá           | 1 : 1 | Unión Magdalena  | Olímpico Pascual Guerrero      | 19 de abril | 16:00 | Win Sports      |
| Cúcuta Deportivo   | 3 : 0 | Universitario    | General Santander              | 19 de abril | 20:00 | Sin transmisión |

| Valledupar F. C. | 3 : 1 | Fortaleza          | Armando Maestre Pavajeau  | 21 de abril | 15:00 | Sin transmisión |
| Orsomarso        | 2 : 0 | Llaneros           | Francisco Rivera Escobar  | 21 de abril | 16:00 | Sin transmisión |
| Universitario    | 2 : 0 | Bogotá F. C.       | Ciro López                | 22 de abril | 13:00 | Sin transmisión |
| Tigres           | 1 : 1 | Barranquilla F. C. | Metropolitano de Techo    | 22 de abril | 14:00 | Sin transmisión |
| Unión Magdalena  | 3 : 1 | Deportivo Pereira  | Sierra Nevada             | 22 de abril | 15:00 | Sin transmisión |
| Real Cartagena   | 4 : 2 | Cortuluá           | Olímpico Jaime Morón León | 22 de abril | 15:30 | Sin transmisión |
| Real Santander   | 0 : 0 | Cúcuta Deportivo   | Álvaro Gómez Hurtado      | 23 de abril | 18:00 | Win Sports      |
| Atlético         | 3 : 3 | Deportes Quindío   | Olímpico Pascual Guerrero | 24 de abril | 19:45 | Win Sports      |

| Bogotá F. C.       | 1 : 1 | Real Santander   | Metropolitano de Techo         | 28 de abril | 14:00 | Sin transmisión |
| Barranquilla F. C. | 1 : 1 | Atlético         | Metropolitano Roberto Meléndez | 28 de abril | 15:00 | Sin transmisión |
| Unión Magdalena    | 2 : 0 | Real Cartagena   | Sierra Nevada                  | 29 de abril | 15:00 | Sin transmisión |
| Llaneros           | 3 : 1 | Valledupar F. C. | Manuel Calle Lombana           | 29 de abril | 15:00 | Sin transmisión |
| Cortuluá           | 4 : 2 | Universitario    | Francisco Rivera Escobar       | 29 de abril | 16:00 | Sin transmisión |
| Cúcuta Deportivo   | 4 : 0 | Orsomarso        | General Santander              | 30 de abril | 18:00 | Win Sports      |
| Deportivo Pereira  | 3 : 0 | Deportes Quindío | Hernán Ramírez Villegas        | 30 de abril | 20:00 | Win Sports      |
| Fortaleza          | 3 : 2 | Tigres           | Municipal de Cota              | 1 de mayo   | 15:00 | Sin transmisión |

| Orsomarso        | 1 : 0 | Bogotá F. C.       | Francisco Rivera Escobar  | 5 de mayo | 16:00 | Sin transmisión |
| Universitario    | 0 : 3 | Unión Magdalena    | Ciro López                | 6 de mayo | 10:00 | Sin transmisión |
| Real Santander   | 0 : 1 | Cortuluá           | Álvaro Gómez Hurtado      | 6 de mayo | 18:00 | Sin transmisión |
| Tigres           | 1 : 1 | Llaneros           | Metropolitano de Techo    | 7 de mayo | 14:00 | Sin transmisión |
| Real Cartagena   | 1 : 2 | Deportivo Pereira  | Olímpico Jaime Morón León | 7 de mayo | 15:00 | Sin transmisión |
| Atlético         | 0 : 1 | Fortaleza          | Olímpico Pascual Guerrero | 7 de mayo | 17:00 | Sin transmisión |
| Valledupar F. C. | 2 : 3 | Cúcuta Deportivo   | Armando Maestre Pavajeau  | 7 de mayo | 18:00 | Win Sports      |
| Deportes Quindío | 1 : 0 | Barranquilla F. C. | Centenario de Armenia     | 7 de mayo | 20:00 | Win Sports      |

| Bogotá F. C.      | 0 : 3 | Valledupar F. C.   | Metropolitano de Techo    | 12 de mayo | 14:00 | Sin transmisión |
| Unión Magdalena   | 2 : 1 | Real Santander     | Sierra Nevada             | 12 de mayo | 15:00 | Sin transmisión |
| Fortaleza         | 1 : 0 | Deportes Quindío   | Municipal de Cota         | 13 de mayo | 14:30 | Sin transmisión |
| Llaneros          | 2 : 1 | Atlético           | Manuel Calle Lombana      | 13 de mayo | 15:00 | Sin transmisión |
| Real Cartagena    | 3 : 2 | Universitario      | Olímpico Jaime Morón León | 13 de mayo | 15:30 | Sin transmisión |
| Cortuluá          | 1 : 0 | Orsomarso          | Olímpico Pascual Guerrero | 13 de mayo | 16:00 | Sin transmisión |
| Deportivo Pereira | 3 : 0 | Barranquilla F. C. | Hernán Ramírez Villegas   | 14 de mayo | 19:30 | Win Sports      |
| Cúcuta Deportivo  | 1 : 1 | Tigres             | General Santander         | 15 de mayo | 19:30 | Win Sports      |

| Valledupar F. C.   | 2 : 2 | Cortuluá          | Armando Maestre Pavajeau       | 19 de mayo | 15:00 | Sin transmisión |
| Orsomarso          | 0 : 0 | Unión Magdalena   | Francisco Rivera Escobar       | 19 de mayo | 15:00 | Sin transmisión |
| Real Santander     | 0 : 1 | Real Cartagena    | Álvaro Gómez Hurtado           | 19 de mayo | 18:00 | Sin transmisión |
| Universitario      | 0 : 0 | Deportivo Pereira | Ciro López                     | 20 de mayo | 11:30 | Sin transmisión |
| Atlético           | 0 : 3 | Cúcuta Deportivo  | Olímpico Pascual Guerrero      | 20 de mayo | 15:30 | Sin transmisión |
| Tigres             | 1 : 0 | Bogotá F. C.      | Metropolitano de Techo         | 21 de mayo | 14:00 | Sin transmisión |
| Deportes Quindío   | 3 : 0 | Llaneros          | Centenario de Armenia          | 21 de mayo | 19:45 | Win Sports      |
| Barranquilla F. C. | 1 : 0 | Fortaleza         | Metropolitano Roberto Meléndez | 22 de mayo | 19:45 | Win Sports      |

#### Segunda vuelta
| Fortaleza          | 1 : 2 | Deportivo Pereira | Municipal de Cota         | 21 de julio     | 14:30 | Sin transmisión |
| Unión Magdalena    | 4 : 0 | Valledupar F. C.  | Sierra Nevada             | 22 de julio     | 15:00 | Sin transmisión |
| Atlético           | 0 : 1 | Bogotá F. C.      | Olímpico Pascual Guerrero | 22 de julio     | 15:00 | Sin transmisión |
| Orsomarso          | 0 : 0 | Real Cartagena    | Francisco Rivera Escobar  | 22 de julio     | 16:00 | Sin transmisión |
| Real Santander     | 1 : 2 | Universitario     | Álvaro Gómez Hurtado      | 22 de julio     | 18:00 | Sin transmisión |
| Tigres F. C.       | 1 : 2 | Cortuluá          | Metropolitano de Techo    | 23 de julio     | 18:00 | Win Sports      |
| Deportes Quindío   | 0 : 1 | Cúcuta Deportivo  | Centenario de Armenia     | 23 de julio     | 20:00 | Win Sports      |
| Barranquilla F. C. | 1 : 1 | Llaneros          | Romelio Martínez          | 5 de septiembre | 15:00 | Sin transmisión |

| Bogotá F. C.     | 2 : 1 | Deportes Quindío   | Metropolitano de Techo    | 28 de julio      | 14:00 | Sin transmisión |
| Universitario    | 3 : 0 | Orsomarso          | Ciro López                | 29 de julio      | 11:30 | Sin transmisión |
| Llaneros         | 2 : 1 | Fortaleza          | Manuel Calle Lombana      | 29 de julio      | 15:00 | Sin transmisión |
| Real Cartagena   | 1 : 0 | Valledupar F. C.   | Olímpico Jaime Morón León | 29 de julio      | 15:30 | Sin transmisión |
| Cortuluá         | 1 : 1 | Atlético           | Doce de Octubre           | 29 de julio      | 16:00 | Sin transmisión |
| Real Santander   | 1 : 2 | Deportivo Pereira  | Álvaro Gómez Hurtado      | 30 de julio      | 18:00 | Win Sports      |
| Cúcuta Deportivo | 1 : 1 | Barranquilla F. C. | General Santander         | 31 de julio      | 18:00 | Win Sports      |
| Unión Magdalena  | 3 : 1 | Tigres             | Sierra Nevada             | 13 de septiembre | 15:00 | Sin transmisión |

| Fortaleza          | 0 : 0 | Cúcuta Deportivo | Municipal de Cota         | 4 de agosto | 14:30 | Sin transmisión |
| Valledupar F. C.   | 3 : 3 | Universitario    | Armando Maestre Pavajeau  | 4 de agosto | 15:00 | Sin transmisión |
| Orsomarso          | 0 : 0 | Real Santander   | Francisco Rivera Escobar  | 4 de agosto | 16:00 | Sin transmisión |
| Tigres             | 2 : 1 | Real Cartagena   | Metropolitano de Techo    | 5 de agosto | 14:00 | Sin transmisión |
| Barranquilla F. C. | 3 : 3 | Bogotá F. C.     | Romelio Martínez          | 5 de agosto | 15:00 | Sin transmisión |
| Deportivo Pereira  | 1 : 1 | Llaneros         | Hernán Ramírez Villegas   | 5 de agosto | 15:30 | Sin transmisión |
| Atlético           | 1 : 2 | Unión Magdalena  | Olímpico Pascual Guerrero | 7 de agosto | 17:30 | Win Sports      |
| Deportes Quindío   | 1 : 1 | Cortuluá         | Centenario de Armenia     | 7 de agosto | 19:30 | Win Sports      |

| Bogotá F. C.     | 0 : 3 | Fortaleza          | Metropolitano de Techo    | 11 de agosto | 14:00 | Sin transmisión |
| Universitario    | 1 : 1 | Tigres             | Ciro López                | 12 de agosto | 11:30 | Sin transmisión |
| Unión Magdalena  | 5 : 0 | Deportes Quindío   | Sierra Nevada             | 12 de agosto | 15:00 | Sin transmisión |
| Cúcuta Deportivo | 2 : 1 | Llaneros           | General Santander         | 12 de agosto | 15:30 | Sin transmisión |
| Real Cartagena   | 3 : 1 | Atlético           | Olímpico Jaime Morón León | 12 de agosto | 15:30 | Sin transmisión |
| Orsomarso        | 4 : 1 | Deportivo Pereira  | Francisco Rivera Escobar  | 13 de agosto | 16:00 | Sin transmisión |
| Real Santander   | 1 : 2 | Valledupar F. C.   | Álvaro Gómez Hurtado      | 13 de agosto | 21:30 | Win Sports      |
| Cortuluá         | 1 : 2 | Barranquilla F. C. | Doce de Octubre           | 14 de agosto | 19:45 | Win Sports      |

| Tigres             | 1 : 1 | Real Santander   | Metropolitano de Techo    | 18 de agosto    | 14:00 | Sin transmisión |
| Valledupar F. C.   | 1 : 1 | Orsomarso        | Armando Maestre Pavajeau  | 18 de agosto    | 15:00 | Sin transmisión |
| Deportes Quindío   | 1 : 2 | Real Cartagena   | Centenario de Armenia     | 19 de agosto    | 14:00 | Win Sports      |
| Barranquilla F. C. | 1 : 2 | Unión Magdalena  | Romelio Martínez          | 19 de agosto    | 15:00 | Sin transmisión |
| Llaneros           | 1 : 1 | Bogotá F. C.     | Manuel Calle Lombana      | 19 de agosto    | 15:00 | Sin transmisión |
| Atlético           | 1 : 2 | Universitario    | Olímpico Pascual Guerrero | 19 de agosto    | 15:30 | Sin transmisión |
| Deportivo Pereira  | 0 : 1 | Cúcuta Deportivo | Hernán Ramírez Villegas   | 20 de agosto    | 19:30 | Win Sports      |
| Fortaleza          | 1 : 1 | Cortuluá         | Municipal de Cota         | 6 de septiembre | 14:30 | Sin transmisión |

| Universitario    | 0 : 0 | Deportes Quindío   | Ciro López                | 22 de agosto | 11:30 | Sin transmisión |
| Unión Magdalena  | 2 : 1 | Fortaleza          | Sierra Nevada             | 22 de agosto | 15:00 | Sin transmisión |
| Orsomarso        | 0 : 0 | Tigres             | Francisco Rivera Escobar  | 22 de agosto | 15:00 | Sin transmisión |
| Real Cartagena   | 2 : 1 | Barranquilla F. C. | Olímpico Jaime Morón León | 22 de agosto | 15:30 | Sin transmisión |
| Real Santander   | 0 : 1 | Atlético           | Álvaro Gómez Hurtado      | 22 de agosto | 19:00 | Sin transmisión |
| Cortuluá         | 0 : 0 | Llaneros           | Doce de Octubre           | 22 de agosto | 19:30 | Win Sports      |
| Valledupar F. C. | 0 : 1 | Deportivo Pereira  | Armando Maestre Pavajeau  | 23 de agosto | 15:00 | Sin transmisión |
| Bogotá F. C.     | 1 : 2 | Cúcuta Deportivo   | Metropolitano de Techo    | 23 de agosto | 19:30 | Win Sports      |

| Fortaleza          | 1 : 2 | Real Cartagena   | Municipal de Cota         | 25 de agosto | 14:30 | Sin transmisión |
| Tigres             | 2 : 2 | Valledupar F. C. | Metropolitano de Techo    | 27 de agosto | 14:00 | Sin transmisión |
| Atlético           | 0 : 0 | Orsomarso        | Olímpico Pascual Guerrero | 27 de agosto | 15:00 | Sin transmisión |
| Deportes Quindío   | 1 : 0 | Real Santander   | Centenario de Armenia     | 27 de agosto | 19:00 | Sin transmisión |
| Llaneros           | 2 : 1 | Unión Magdalena  | Manuel Calle Lombana      | 28 de agosto | 14:00 | Sin transmisión |
| Barranquilla F. C. | 0 : 0 | Universitario    | Romelio Martínez          | 28 de agosto | 15:15 | Sin transmisión |
| Deportivo Pereira  | 1 : 1 | Bogotá F. C.     | Hernán Ramírez Villegas   | 28 de agosto | 18:00 | Win Sports      |
| Cúcuta Deportivo   | 3 : 0 | Cortuluá         | General Santander         | 28 de agosto | 20:00 | Win Sports      |

| Valledupar F. C. | 2 : 0 | Atlético           | Armando Maestre Pavajeau  | 1 de septiembre | 15:00 | Sin transmisión |
| Universitario    | 1 : 3 | Fortaleza          | Ciro López                | 2 de septiembre | 11:30 | Sin transmisión |
| Unión Magdalena  | 2 : 1 | Cúcuta Deportivo   | Sierra Nevada             | 2 de septiembre | 15:00 | Sin transmisión |
| Real Cartagena   | 2 : 2 | Llaneros           | Olímpico Jaime Morón León | 2 de septiembre | 15:30 | Sin transmisión |
| Real Santander   | 1 : 2 | Barranquilla F. C. | Álvaro Gómez Hurtado      | 2 de septiembre | 18:00 | Sin transmisión |
| Orsomarso        | 0 : 1 | Deportes Quindío   | Francisco Rivera Escobar  | 3 de septiembre | 15:00 | Sin transmisión |
| Cortuluá         | 3 : 2 | Bogotá F. C.       | Doce de Octubre           | 3 de septiembre | 18:00 | Win Sports      |
| Tigres           | 1 : 0 | Deportivo Pereira  | Metropolitano de Techo    | 3 de septiembre | 20:00 | Win Sports      |

| Bogotá F. C.       | 0 : 3 | Unión Magdalena  | Metropolitano de Techo  | 8 de septiembre  | 13:15 | Win Sports      |
| Fortaleza          | 2 : 0 | Real Santander   | Municipal de Cota       | 9 de septiembre  | 15:00 | Sin transmisión |
| Barranquilla F. C. | 3 : 0 | Orsomarso        | Romelio Martínez        | 9 de septiembre  | 15:00 | Sin transmisión |
| Llaneros           | 1 : 0 | Universitario    | Manuel Calle Lombana    | 9 de septiembre  | 15:00 | Sin transmisión |
| Deportivo Pereira  | 2 : 2 | Cortuluá         | Hernán Ramírez Villegas | 9 de septiembre  | 15:30 | Sin transmisión |
| Deportes Quindío   | 0 : 0 | Valledupar F. C. | Centenario de Armenia   | 9 de septiembre  | 19:00 | Sin transmisión |
| Atlético           | 0 : 3 | Tigres           | Deportivo Cali          | 10 de septiembre | 15:30 | Sin transmisión |
| Cúcuta Deportivo   | 1 : 1 | Real Cartagena   | General Santander       | 10 de septiembre | 20:00 | Win Sports      |

| Valledupar F. C. | 4 : 1 | Barranquilla F. C. | Armando Maestre Pavajeau  | 15 de septiembre | 15:00 | Sin transmisión |
| Orsomarso        | 2 : 1 | Fortaleza          | Francisco Rivera Escobar  | 15 de septiembre | 16:00 | Sin transmisión |
| Universitario    | 1 : 2 | Cúcuta Deportivo   | Ciro López                | 16 de septiembre | 11:30 | Sin transmisión |
| Unión Magdalena  | 1 : 1 | Cortuluá           | Sierra Nevada             | 16 de septiembre | 15:00 | Sin transmisión |
| Real Cartagena   | 4 : 0 | Bogotá F. C.       | Olímpico Jaime Morón León | 16 de septiembre | 15:30 | Sin transmisión |
| Real Santander   | 1 : 3 | Llaneros           | Álvaro Gómez Hurtado      | 16 de septiembre | 18:00 | Sin transmisión |
| Tigres           | 0 : 1 | Deportes Quindío   | Metropolitano de Techo    | 17 de septiembre | 18:00 | Win Sports      |
| Atlético         | 2 : 3 | Deportivo Pereira  | Olímpico Pascual Guerrero | 17 de septiembre | 20:00 | Win Sports      |

| Bogotá F. C.       | 1 : 3 | Universitario    | Metropolitano de Techo  | 19 de septiembre | 14:00 | Sin transmisión |
| Fortaleza          | 2 : 2 | Valledupar F. C. | Municipal de Cota       | 19 de septiembre | 14:30 | Sin transmisión |
| Llaneros           | 2 : 1 | Orsomarso        | Manuel Calle Lombana    | 19 de septiembre | 15:00 | Sin transmisión |
| Cortuluá           | 0 : 2 | Real Cartagena   | Doce de Octubre         | 19 de septiembre | 19:30 | Sin transmisión |
| Barranquilla F. C. | 3 : 2 | Tigres           | Romelio Martínez        | 20 de septiembre | 15:00 | Sin transmisión |
| Deportivo Pereira  | 0 : 0 | Unión Magdalena  | Hernán Ramírez Villegas | 20 de septiembre | 18:00 | Win Sports      |
| Deportes Quindío   | 2 : 1 | Atlético         | Centenario de Armenia   | 20 de septiembre | 19:00 | Sin transmisión |
| Cúcuta Deportivo   | 1 : 0 | Real Santander   | General Santander       | 20 de septiembre | 20:00 | Win Sports      |

| Universitario    | 2 : 2 | Cortuluá           | Ciro López                | 23 de septiembre | 11:30 | Sin transmisión |
| Valledupar F. C. | 0 : 0 | Llaneros           | Armando Maestre Pavajeau  | 23 de septiembre | 15:00 | Sin transmisión |
| Real Cartagena   | 1 : 1 | Unión Magdalena    | Olímpico Jaime Morón León | 23 de septiembre | 15:15 | Win Sports      |
| Atlético         | 1 : 1 | Barranquilla F. C. | Olímpico Pascual Guerrero | 23 de septiembre | 15:30 | Sin transmisión |
| Real Santander   | 1 : 1 | Bogotá F. C.       | Álvaro Gómez Hurtado      | 23 de septiembre | 18:00 | Sin transmisión |
| Tigres           | 1 : 3 | Fortaleza          | Metropolitano de Techo    | 24 de septiembre | 15:00 | Sin transmisión |
| Orsomarso        | 0 : 2 | Cúcuta Deportivo   | Francisco Rivera Escobar  | 24 de septiembre | 15:00 | Sin transmisión |
| Deportes Quindío | 0 : 2 | Deportivo Pereira  | Centenario de Armenia     | 27 de septiembre | 19:45 | Win Sports      |

| Bogotá F. C.       | 2 : 1 | Orsomarso        | Metropolitano de Techo  | 29 de septiembre | 14:00 | Sin transmisión |
| Fortaleza          | 0 : 0 | Atlético         | Municipal de Cota       | 29 de septiembre | 14:30 | Sin transmisión |
| Unión Magdalena    | 5 : 2 | Universitario    | Sierra Nevada           | 30 de septiembre | 14:30 | Sin transmisión |
| Barranquilla F. C. | 0 : 1 | Deportes Quindío | Romelio Martínez        | 30 de septiembre | 15:00 | Sin transmisión |
| Llaneros           | 1 : 0 | Tigres           | Manuel Calle Lombana    | 30 de septiembre | 15:00 | Sin transmisión |
| Cortuluá           | 2 : 0 | Real Santander   | Doce de Octubre         | 30 de septiembre | 15:00 | Sin transmisión |
| Deportivo Pereira  | 1 : 0 | Real Cartagena   | Hernán Ramírez Villegas | 1 de octubre     | 19:45 | Win Sports      |
| Cúcuta Deportivo   | 1 : 0 | Valledupar F. C. | General Santander       | 2 de octubre     | 19:30 | Win Sports      |

| Real Santander     | 2 : 2 | Unión Magdalena   | Álvaro Gómez Hurtado      | 6 de octubre  | 11:00 | Sin transmisión |
| Universitario      | 0 : 1 | Real Cartagena    | Ciro López                | 7 de octubre  | 11:30 | Sin transmisión |
| Valledupar F. C.   | 2 : 0 | Bogotá F. C.      | Armando Maestre Pavajeau  | 7 de octubre  | 15:00 | Sin transmisión |
| Orsomarso          | 0 : 1 | Cortuluá          | Francisco Rivera Escobar  | 7 de octubre  | 15:00 | Sin transmisión |
| Atlético           | 1 : 0 | Llaneros          | Olímpico Pascual Guerrero | 7 de octubre  | 15:00 | Sin transmisión |
| Deportes Quindío   | 1 : 1 | Fortaleza         | Centenario de Armenia     | 7 de octubre  | 15:00 | Sin transmisión |
| Barranquilla F. C. | 2 : 2 | Deportivo Pereira | Romelio Martínez          | 7 de octubre  | 15:00 | Win Sports      |
| Tigres             | 0 : 0 | Cúcuta Deportivo  | Metropolitano de Techo    | 10 de octubre | 19:45 | Win Sports      |

| Deportivo Pereira | 2 : 0 | Universitario      | Hernán Ramírez Villegas   | 15 de octubre | 15:00 | Sin transmisión |
| Real Cartagena    | 2 : 1 | Real Santander     | Olímpico Jaime Morón León | 15 de octubre | 15:00 | Sin transmisión |
| Unión Magdalena   | 1 : 0 | Orsomarso          | Sierra Nevada             | 15 de octubre | 15:00 | Sin transmisión |
| Cortuluá          | 2 : 1 | Valledupar F. C.   | Doce de Octubre           | 15 de octubre | 15:00 | Sin transmisión |
| Bogotá F. C.      | 1 : 0 | Tigres             | Metropolitano de Techo    | 15 de octubre | 15:00 | Sin transmisión |
| Fortaleza         | 3 : 3 | Barranquilla F. C. | Municipal de Cota         | 15 de octubre | 15:00 | Sin transmisión |
| Llaneros          | 1 : 2 | Deportes Quindío   | Manuel Calle Lombana      | 15 de octubre | 15:00 | Win Sports      |
| Cúcuta Deportivo  | 3 : 1 | Atlético           | General Santander         | 15 de octubre | 17:00 | Win Sports      |

## Cuadrangulares
- La hora de cada encuentro corresponde al huso horario que rige a Colombia (UTC-5).

Al finalizar la primera fase del campeonato —también denominada «Todos contra todos»—, se obtuvieron los ocho equipos con mayor puntaje, encargados de disputar la segunda fase, los cuadrangulares semifinales. Para los cuadrangulares los ocho equipos clasificados se dividieron en dos grupos previamente sorteados, de igual número de participantes, de manera que los equipos que ocuparon el 1° y 2° puesto en la fase de todos contra todos fueron ubicados en el Grupo A y Grupo B, respectivamente. Los otros seis clasificados fueron debidamente sorteados, y se emparejaron de la siguiente manera: 3° y 4°; 5° y 6°; 7° y 8°, cada equipo de tales emparejamientos se situó en un grupo cada uno.
Tras tener cada grupo formado con sus cuatro equipos participantes, se llevarán a cabo enfrentamientos con el formato todos contra todos, a ida y vuelta, dando como resultado seis fechas en disputa. Cabe resaltar que en caso de empate en puntos, no se desempatará por la diferencia de gol sino que se hará según la posición que tuvo cada equipo en la fase de todos contra todos, teniendo así ventaja los equipos mejor ubicados en la tabla. Dicho sorteo, en el que se definieron los participantes de cada grupo, se llevó a cabo el 15 de octubre.
El equipo ganador de cada grupo al final de las seis fechas, obtendrá el cupo a la final para definir el primer ascenso.
|  |                                         |
|  | Clasificados a la final del campeonato. |
|  | Eliminados.                             |

|  |                |
|  | Triunfo local. |
|  | Empate.        |
|  | Derrota local. |

### Grupo A
| Pos. | Equipos          | PJ | PG | PE | PP | GF | GC | Dif. | Pts. |
| ---- | ---------------- | -- | -- | -- | -- | -- | -- | ---- | ---- |
| 1.   | Cúcuta Deportivo | 6  | 4  | 1  | 1  | 9  | 3  | 6    | 13   |
| 2.   | Cortuluá         | 6  | 3  | 0  | 3  | 8  | 9  | -1   | 9    |
| 3.   | Llaneros         | 6  | 2  | 1  | 3  | 7  | 9  | -2   | 7    |
| 4.   | Real Cartagena   | 6  | 2  | 0  | 4  | 7  | 10 | -3   | 6    |

| Local            | Visitante | Visitante | Visitante | Visitante |
| Local            | CUC       | CAR       | COR       | LLA       |
| ---------------- | --------- | --------- | --------- | --------- |
| Cúcuta Deportivo |           | 3:0       | 1:0       | 2:0       |
| Real Cartagena   | 1:2       |           | 3:1       | 3:0       |
| Cortuluá         | 1:0       | 3:0       |           | 3:0       |
| Llaneros         | 1:1       | 1:0       | 5:0       |           |

|  |  |

| Nota: Si hay empate en puntos, se desempata según la posición de los equipos en la fase de todos contra todos. |

| Primera | Llaneros         | 1 : 1 | Cúcuta Deportivo | Manuel Calle Lombana      | 21 de octubre   | 15:00 | Win Sports      |
| Primera | Cortuluá         | 3 : 0 | Real Cartagena   | Doce de Octubre           | 23 de octubre   | 18:00 | Win Sports      |
| Segunda | Real Cartagena   | 3 : 0 | Llaneros         | Olímpico Jaime Morón León | 28 de octubre   | 15:30 | Sin transmisión |
| Segunda | Cúcuta Deportivo | 1 : 0 | Cortuluá         | General Santander         | 28 de octubre   | 16:00 | Win Sports      |
| Tercera | Llaneros         | 5 : 0 | Cortuluá         | Manuel Calle Lombana      | 31 de octubre   | 15:00 | Sin transmisión |
| Tercera | Cúcuta Deportivo | 3 : 0 | Real Cartagena   | General Santander         | 31 de octubre   | 19:30 | Win Sports      |
| Cuarta  | Real Cartagena   | 1 : 2 | Cúcuta Deportivo | Olímpico Jaime Morón León | 5 de noviembre  | 15:15 | Win Sports      |
| Cuarta  | Cortuluá         | 3 : 0 | Llaneros         | Doce de Octubre           | 5 de noviembre  | 19:30 | Sin transmisión |
| Quinta  | Llaneros         | 1 : 0 | Real Cartagena   | Manuel Calle Lombana      | 11 de noviembre | 15:15 | Sin transmisión |
| Quinta  | Cortuluá         | 1 : 0 | Cúcuta Deportivo | Doce de Octubre           | 11 de noviembre | 15:15 | Win Sports      |
| Sexta   | Cúcuta Deportivo | 2 : 0 | Llaneros         | General Santander         | 14 de noviembre | 18:00 | Win Sports      |
| Sexta   | Real Cartagena   | 3 : 1 | Cortuluá         | Romelio Martínez          | 14 de noviembre | 18:00 | Sin transmisión |

### Grupo B
| Pos. | Equipos           | PJ | PG | PE | PP | GF | GC | Dif. | Pts. |
| ---- | ----------------- | -- | -- | -- | -- | -- | -- | ---- | ---- |
| 1.   | Unión Magdalena   | 6  | 5  | 1  | 0  | 13 | 4  | 9    | 16   |
| 2.   | Deportes Quindío  | 6  | 3  | 1  | 2  | 10 | 7  | 3    | 10   |
| 3.   | Deportivo Pereira | 6  | 3  | 0  | 3  | 10 | 10 | 0    | 9    |
| 4.   | Valledupar F. C.  | 6  | 0  | 0  | 6  | 1  | 13 | -12  | 0    |

| Local             | Visitante | Visitante | Visitante | Visitante |
| Local             | MAG       | PER       | QUI       | VAL       |
| ----------------- | --------- | --------- | --------- | --------- |
| Unión Magdalena   |           | 3:0       | 2:1       | 2:0       |
| Deportivo Pereira | 2:3       |           | 1:3       | 4:0       |
| Deportes Quindío  | 1:1       | 1:2       |           | 1:0       |
| Valledupar F. C.  | 0:2       | 0:1       | 1:3       |           |

|  |  |

| Nota: Si hay empate en puntos, se desempata según la posición de los equipos en la fase de todos contra todos. |

| Primera | Valledupar F. C.  | 1 : 3 | Deportes Quindío  | Armando Maestre Pavajeau | 20 de octubre   | 15:00 | Sin transmisión |
| Primera | Unión Magdalena   | 3 : 0 | Deportivo Pereira | Sierra Nevada            | 21 de octubre   | 15:00 | Sin transmisión |
| Segunda | Deportivo Pereira | 4 : 0 | Valledupar F. C.  | Hernán Ramírez Villegas  | 28 de octubre   | 19:00 | Sin transmisión |
| Segunda | Deportes Quindío  | 1 : 1 | Unión Magdalena   | Centenario de Armenia    | 29 de octubre   | 19:45 | Win Sports      |
| Tercera | Unión Magdalena   | 2 : 0 | Valledupar F. C.  | Sierra Nevada            | 1 de noviembre  | 15:00 | Sin transmisión |
| Tercera | Deportivo Pereira | 1 : 3 | Deportes Quindío  | Hernán Ramírez Villegas  | 2 de noviembre  | 20:00 | Win Sports      |
| Cuarta  | Valledupar F. C.  | 0 : 2 | Unión Magdalena   | Armando Maestre Pavajeau | 4 de noviembre  | 15:00 | Sin transmisión |
| Cuarta  | Deportes Quindío  | 1 : 2 | Deportivo Pereira | Centenario de Armenia    | 6 de noviembre  | 19:30 | Win Sports      |
| Quinta  | Valledupar F. C.  | 0 : 1 | Deportivo Pereira | Armando Maestre Pavajeau | 12 de noviembre | 15:15 | Sin transmisión |
| Quinta  | Unión Magdalena   | 2 : 1 | Deportes Quindío  | Sierra Nevada            | 12 de noviembre | 15:15 | Win Sports      |
| Sexta   | Deportivo Pereira | 2 : 3 | Unión Magdalena   | Hernán Ramírez Villegas  | 15 de noviembre | 18:00 | Sin transmisión |
| Sexta   | Deportes Quindío  | 1 : 0 | Valledupar F. C.  | Centenario de Armenia    | 15 de noviembre | 18:00 | Sin transmisión |

## Final
- La hora de cada encuentro corresponde al huso horario que rige a Colombia (UTC-5)

| 18 de noviembre de 2018, 15:15 | Unión Magdalena | 0:1 (0:0) | Cúcuta Deportivo | Estadio Sierra Nevada, Santa Marta                        |                                                           |
|                                |                 |           | Núñez 90'        | Asistencia: 15 000 espectadores Árbitro(s): Mario Herrera | Asistencia: 15 000 espectadores Árbitro(s): Mario Herrera |

| 26 de noviembre de 2018, 19:30 | Cúcuta Deportivo             | 2:0 (1:0) | Unión Magdalena | Estadio General Santander, Cúcuta                             |                                                               |
|                                | Agudelo 24' · Sinisterra 72' |           |                 | Asistencia: 44 900 espectadores Árbitro(s): Nicolás Rodríguez | Asistencia: 44 900 espectadores Árbitro(s): Nicolás Rodríguez |

|                                        |
| Campeón Cúcuta Deportivo Tercer título |

## Repechaje
El repechaje se programó como una serie de partidos de ida y vuelta entre el perdedor de la gran final y el mejor de la reclasificación del año, con el ganador obteniendo el derecho al segundo ascenso. Sin embargo, dado que el perdedor de la gran final (Unión Magdalena) fue al mismo tiempo el mejor equipo de la reclasificación excluyendo al campeón, este ascendió a la Primera A automáticamente y la serie no se jugó.

## Estadísticas

### Goleadores
| Feiver Mercado                                | Cortuluá          | 26 | 30 | 0.87 |
| Ricardo Márquez                               | Unión Magdalena   | 20 | 23 | 0.87 |
| Jonathan Agudelo                              | Cúcuta Deportivo  | 16 | 28 | 0.57 |
| Diego Herazo                                  | Valledupar F. C.  | 16 | 30 | 0.53 |
| Wilson España                                 | Universitario     | 12 | 28 | 0.43 |
| Néstor Arenas                                 | Real Santander    | 10 | 28 | 0.36 |
| Henry Castillo                                | Bogotá F. C.      | 10 | 27 | 0.37 |
| Yorley Mena                                   | Deportivo Pereira | 10 | 11 | 0.91 |
| Jhonier Viveros                               | Unión Magdalena   | 10 | 26 | 0.38 |
| Sebastián Acosta                              | Fortaleza CEIF    | 9  | 24 | 0.38 |
| Última actualización: 5 de noviembre de 2018. |                   |    |    |      |

Fuente: Web oficial de Dimayor

## Tabla de reclasificación
| Pos. | Equipos            | PJ | PG | PE | PP | GF | GC | Dif. | Pts. |
| ---- | ------------------ | -- | -- | -- | -- | -- | -- | ---- | ---- |
| 1.   | Cúcuta Deportivo   | 38 | 27 | 9  | 2  | 64 | 20 | 44   | 90   |
| 2.   | Unión Magdalena    | 38 | 22 | 10 | 6  | 66 | 29 | 37   | 76   |
| 3.   | Deportivo Pereira  | 36 | 18 | 8  | 10 | 53 | 41 | 12   | 62   |
| 4.   | Real Cartagena     | 36 | 15 | 8  | 13 | 47 | 44 | 3    | 53   |
| 5.   | Deportes Quindío   | 36 | 14 | 11 | 11 | 39 | 40 | -1   | 53   |
| 6.   | Cortuluá           | 36 | 14 | 11 | 11 | 48 | 50 | -2   | 53   |
| 7.   | Llaneros           | 36 | 11 | 13 | 12 | 40 | 42 | -2   | 46   |
| 8.   | Valledupar F. C.   | 36 | 10 | 11 | 15 | 41 | 51 | -10  | 41   |
| 9.   | Fortaleza CEIF     | 30 | 9  | 11 | 10 | 39 | 38 | 1    | 38   |
| 10.  | Barranquilla F. C. | 30 | 9  | 10 | 11 | 36 | 45 | -9   | 35   |
| 11.  | Tigres F. C.       | 30 | 7  | 13 | 10 | 30 | 35 | -5   | 34   |
| 12.  | Universitario      | 30 | 8  | 9  | 13 | 36 | 46 | -10  | 33   |
| 13.  | Bogotá F. C.       | 30 | 8  | 7  | 15 | 30 | 49 | -19  | 31   |
| 14.  | Atlético F. C.     | 30 | 7  | 8  | 15 | 29 | 42 | -13  | 29   |
| 15.  | Orsomarso          | 30 | 7  | 7  | 16 | 20 | 31 | -11  | 28   |
| 16.  | Real Santander     | 30 | 3  | 9  | 18 | 27 | 42 | -15  | 18   |

Fuente: Web oficial de Dimayor
|  |                                       |
|  | Ascendidos a Primera División en 2019 |